# Tang Xianzong
Tang Xianzong (zijn persoonlijke naam was Li Chun) (778 – 14 februari 820) was keizer van de Chinese Tang-dynastie. Hij regeerde van 805 tot 820. 
Het keizerlijk gezag in het China van de late Tang-dynastie was sterk verzwakt door de grootschalige An Lushan-opstand (755-763). Militaire gouverneurs in de provincies waren sindsdien vrijwel onafhankelijk en trokken zich weinig aan van het hof. Xianzong slaagde erin om het keizerlijk gezag weer te herstellen. In 806 stierf de gouverneur van Sichuan en Xianzong slaagde erin om de opvolger te benoemen, iets wat zijn grootvader Dezong (742-805) vergeefs had geprobeerd in vergelijkbare gevallen. Gedurende de rest van zijn regeerperiode wist Xianzong de macht van de gouverneurs te beteugelen, al was daar wel voortdurende strijd voor nodig. Tussen 814 en 819 bedwong Xianzong in een serie campagnes de rebelse gouverneurs, waarna het gehele rijk weer onder het directe gezag van de keizer stond. Deze strijd putte de schatkist echter wel uit. 
Xianzong ondermijnde de macht van de gouverneurs van de provincies verder door de prefecturen hun belastingen direct aan het hof te laten afdragen, in plaats van aan de provincies. Op militair gebied paste hij een vergelijkbare strategie toe. Het bevel over de troepen werd toegewezen aan lokale bevelhebbers in plaats van aan de gouverneurs van de provincies. 